# 西宮・甲子園ケイリンアワー
西宮・甲子園ケイリンアワー（にしのみや・こうしえんケイリンアワー）は、1988年11月から1998年3月まで、サンテレビジョンで放送された、競輪のダイジェスト番組である。提供は主催者である、兵庫県市町競輪事務組合。

## 概要
名前の通り、西宮競輪場及び甲子園競輪場で開催された当日、または特別競輪（現在のGI）などの開催日における西宮競輪場または甲子園競輪場で場外発売を行った当日のレースをダイジェストで放送していた。
1988年11月に開催された甲子園開設記念競輪（現在のGIII）初日より放送開始。当初の放送時間はわずか5分間だけ（正味時間は4分弱程度）のミニ番組で、レース実況はメインレースをジャン（残り1周半）から流すだけだったが、後に15分へと放送時間を拡大できたこともあり、主に後半レースでは赤板（残りあと2周）あたりから放映できるようになった。
晩年の放送形態は、以下の通り。
- 放送開始直後に番組名とスポンサー（兵庫県市町競輪事務組合）の読み上げの後、前半レース（1R - 5R）の結果と連勝式車券の払い戻し金額を各レースごとに「ご覧の通りです」とナレーション入りでゴール時の静止画とともにテロップにて表示。後半各レース（6R - ）は赤板または打鐘あたりからのダイジェストで、最終日決勝戦レースのみスタートからゴールまでノーカットで、それぞれ放送。
- ダイジェストの実況は、当日競輪場で流されたレース実況がそのまま放送された。
- 特別競輪の場外発売のみの日は、当日の後半レースのダイジェストを放送。この場合、提供ナレーションは「兵庫県市町競輪事務組合と○○○（その特別競輪の主催者）」となっていた。なお、西宮または甲子園開催日に特別競輪の場外発売を併売で行った日は、特別競輪については最終日決勝戦レースのみ放映。
- 開設記念競輪または特別競輪の決勝戦当日のみ、「優勝は●●選手でした」とナレーション入りで表彰式の模様が簡単に映された。
- 番組最後に、翌日（最終日の場合は次回開催）の開催告知をナレーション。翌日が最終日の場合は、「明日の決勝戦、出場選手はご覧の通りです」と決勝戦レースの出走表も告知していた。

当時、西宮・甲子園競輪では基本的な開催曜日が日曜日から火曜日であり、毎週その3日間については、概ね23:45から0:00（24:00）までの放送時間を確保していた（プロ野球中継が長引いた日は放送繰り下げ）。さらに西宮及び甲子園の競輪開催がない場合は特別競輪のダイジェストVTRを放送したり、さらに地元選手の練習風景を紹介するといった内容のものもあり、単なる両競輪場の宣伝を兼ねたダイジェスト番組というよりは、競輪情報番組という色合いが濃いものとなっていった。
一方、1996年10月にCS放送のパーフェクTV!（現・スカパー!）が始まると、施行者の兵庫県市町競輪事務組合が、無料放送であるベターライフチャンネルを利用して全レースの中継が可能であるという点に興味を示したことが契機となり、後に同チャンネルで全レースの中継を行うようになったことから、当番組は1998年3月下旬の西宮開設記念競輪を最後に放送を終了（番組では『当面休止』と説明、しかし競輪開催自体の廃止で復活はならなかった）した。なお、ベターライフチャンネルにおいても、「西宮・甲子園ケイリンアワー」という名称でダイジェスト番組が放送されたが、当該内容のものとは別物である。

## エピソード
- 1991年にテレビ埼玉において、埼玉県内に存在する公営競技場のレースダイジェストを全て網羅した「BACHプラザ」という番組が放送を開始。このBACHプラザもまた、埼玉県内の公営競技場でのレース開催がない場合には、ギャンブル的要素が比較的薄い、企画番組が放送されることがあるが、西宮・甲子園ケイリンアワーで取り上げられた内容のものと類似している。
- 1990年代前半の一時期、開催初日だけ西宮競輪または甲子園競輪のCMが挿入されたことがある（CMの内容はほぼ同一）。
- 1995年1月に発生した阪神・淡路大震災の影響で、西宮・甲子園ともに同年3月まで開催休止に追い込まれた。その影響で、震災以降、同年1月22日 - 24日の放送日（競輪開催予定日）については過去放送分の再放送（過去の記念競輪ダイジェストや、上記にある選手の練習風景の公開など）とし、2月・3月は番組自体を放送休止とした。
- 2005年4月より岸和田競輪場が提供する「まいど!火曜日はKEIRIN」が、毎週火曜日16:00より1時間放送されるようになったが、この番組においても、西宮・甲子園ケイリンアワーで放送されていた内容に類似した企画内容のものが取り上げられたことがある。
- 「デイリースポーツ尼崎・住之江BOAT RACE FLASH」でも兵庫・大阪・和歌山（西宮・甲子園・岸和田・和歌山）の競輪の結果を伝えたことがあった。

## 歴代進行役
- 原田理子
- 水谷加奈子